# Duronia
Duronia é uma comuna italiana da região do Molise, província de Campobasso, com cerca de 507 habitantes. Estende-se por uma área de 22 km², tendo uma densidade populacional de 23 hab/km². Faz fronteira com Bagnoli del Trigno (IS), Civitanova del Sannio (IS), Frosolone (IS), Molise, Pietracupa, Torella del Sannio.

## Demografia
| Variação demográfica do município entre 1861 e 2011                               |
|                                                                                   |
| Fonte: Istituto Nazionale di Statistica (ISTAT) - Elaboração gráfica da Wikipedia |